# Sully (Saône-et-Loire)
Sully é uma comuna francesa na região administrativa de Borgonha-Franco-Condado, no departamento de Saône-et-Loire. Estende-se por uma área de 31,84 km². Em 2010 a comuna tinha 505 habitantes (densidade: 15,9 hab./km²).